# باسكال بونس
باسكال بونس (بالفرنسية: Pascal Pons)‏ هو فنان إيقاعي فرنسي، ولد في نوفمبر 1968 في نيس في فرنسا.

## وصلات خارجية
- باسكال بونس على موقع ميوزك برينز (الإنجليزية)